# 初音町遊廓
初音町遊廓是台灣日治時代設在台中州台中市的遊廓，位在初音町、若松町（現中區）一帶。

## 概要
台中的遊廓原本位在常盤町，大正3年（1914年），以風紀上之由，廢止常盤町的貸座敷（妓院）指定地，移轉至柳川對岸的初音町一帶。
根據昭和16年（1941年）的『台中商工案內』，包含貸座敷和特種料理店有以下的業者：
- 日本內地人經營：浪速樓、常盤樓、富士見樓等
- 朝鮮人經營：朝鮮樓、鮮月樓等
- 台灣本島人經營：百花園、梅花園、紅葉樓、桃源閣等

## 脚注
1. ↑  『台中市史』，氏平要[等]編，台灣新聞社，昭和16年
2. ↑  『台中商工案內』，石井善次，台中商工會議所，昭和16年